# 維什基夫斯凱
49°24′57″N 30°9′21″E / 49.41583°N 30.15583°E
維什基夫斯凱（烏克蘭語：Вишківське）是位於烏克蘭北部的村莊，由基辅州白采爾克瓦區的斯塔維謝市鎮負責管轄。該村始建於1672年，面積0.68平方公里，海拔高度221米，2001年人口64，人口密度每平方公里94.1人。